# Valentin Roberge
 (janvier 2013).
Si vous disposez d'ouvrages ou d'articles de référence ou si vous connaissez des sites web de qualité traitant du thème abordé ici, merci de compléter l'article en donnant les références utiles à sa vérifiabilité et en les liant à la section « Notes et références ».
Valentin Roberge, né le 9 juin 1987 à Montreuil-sous-Bois, est un footballeur international chypriote qui évolue au poste de défenseur central.

## Biographie
Formé à Guingamp, où il refuse un contrat amateur, il est recruté au Paris Saint-Germain où il évolue en CFA.
Roberge part ensuite à l'Aris Salonique en 2008, club dans lequel il obtient une place de titulaire. Le club termine 5e du championnat de première division. En janvier 2010, il résilie son contrat après 27 matchs dont 20 titularisations et plusieurs mois de retard de salaire.
Il signe en juillet 2010 au Club Sport Marítimo, le club de Funchal, la capitale de l'île de Madère (Portugal), club qui a terminé 5e de la Liga Sagres 2009-2010.
Le 25 octobre 2012, il se fait remarquer en marquant un but contre les Girondins de Bordeaux en Ligue Europa (1-1).
Le 1er juillet 2013, il s'engage pour trois saisons en Premier League avec le club de Sunderland. Le 1er septembre 2014, il fait son retour en France au Stade de Reims sous la forme d'un prêt.
Il joue depuis 2016 à l'Apollon Limassol à Chypre.
Le 20 septembre 2022, après six années passées à Chypre, il est sélectionné en équipe de Chypre.

## Palmarès
- Apollon Limassol
  - Champion de Chypre en 2022
  - Vainqueur de la Coupe de Chypre en 2017
  - Vainqueur de la Supercoupe de Chypre en 2022